# Phare de Barber's Point
Le phare de Barber's Point (en anglais : Barber's Point Light) est un phare actif situé juste au sud d'Essex sur le Lac Champlain, dans le Comté d'Essex (État de New York).
Il est inscrit au Registre national des lieux historiques depuis le 21 octobre 1993.

## Histoire
Barber's Point était le site d'un ferry exploité par Hezekiah Barber à partir de 1785. Le Conseil des phares a demandé la construction d'un feu en 1868, mais la construction n'a commencé qu'en 1872 en raison de problèmes pour acquérir le titre de propriété. Le style Second Empire utilisé pour le Colchester Reef Light (en) (ainsi que d'autres dans la région) a été réutilisé, mais exécuté dans du calcaire bleu plutôt que dans le granit plus habituel. En raison de l'isolement du phare, le gardien disposait d'une grange dans laquelle il pouvait garder un cheval.
En 1935, la lumière a été désactivée, remplacée par une tour en acier beaucoup plus grande avec une balise automatisée, placée au bord du lac. Le vieux phare est passé entre des mains privées et est utilisé comme résidence. Un petit ajout au milieu des années 50 a laissé l'apparence du bâtiment en grande partie intacte, bien que le toit soit maintenant peint en blanc plutôt qu'en brun.
Le phare est inscrit au registre national des lieux historiques dans le cadre historique du Camp Dudley Road Historic District (en) .

## Description
Le phare ancien est une tour octogonale en bois avec galerie et lanterne de 11 m de haut, montée sur une maison de gardien en bois. La tour est peinte en blanc et la lanterne est noire.
Le phare actuel, une tour métallique de 21 m de haut, émet, à une hauteur focale de 22 m, un éclat blanc par période de 4 secondes. Sa portée est de 6 milles nautiques (environ 11 km).
Identifiant : ARLHS : USA-036 ; USCG : 1.39840 .

### Lien connexe
- Liste des phares de l'État de New York